# نول دي رويتر
نول دي رويتر (بالهولندية: Nol de Ruiter) هو مدرب كرة قدم ولاعب كرة قدم هولندي، ولد في 6 أبريل 1940 في أترخت في هولندا. لعب مع في في دوس.